# Benyamin Yosef Bria
Benyamin Yosef Bria (ur. 7 sierpnia 1956 w Oekabiti, zm. 18 września 2007 w Singapurze) – indonezyjski duchowny katolicki, biskup diecezjalny Denpasar w latach 2000-2007.

## Życiorys
Studiował filozofię i teologię w seminariach w Ledalero i Ritapiret. Ponadto podjął studia z prawa kanonicznego na Katolickim Uniwersytecie Ameryki (uwieńczone tytułem licencjata) oraz na Uniwersytecie Ottawy (uzyskując tytuł doktora).
Święcenia kapłańskie otrzymał 29 czerwca 1985. Po święceniach został proboszczem parafii w Kefamnano. Od 1987 pracował w charakterze wykładowcy w niższym seminarium w Lalian. Po powrocie ze studiów w 1993 został profesorem prawa kanonicznego w seminarium w Kupang.

### Episkopat
14 kwietnia 2000 papież Jan Paweł II mianował go biskupem diecezjalnym Denpasar. 6 sierpnia 2000 z rąk biskupa Antona Ratu przyjął sakrę biskupią. Funkcję sprawował aż do swojej śmierci.
Zmarł 18 września 2007 na skutek zapalenia wątroby.